# The Тёлки (сериал)
«The Тёлки» — российский драматический мини-сериал 2022 года режиссёра Марии Агранович, экранизация романа Сергея Минаева «The Тёлки. Повесть о ненастоящей любви». Главные роли в нём сыграли Милош Бикович, Любовь Аксенова, Оксана Акиньшина, Паулина Андреева.

## Сюжет
Литературной основой сценария фильма стал роман Сергея Минаева «The Телки. Повесть о ненастоящей любви», действие которого перенесено в современность. Главный герой картины — Андрей Миркин, глава PR-агентства, благополучная жизнь которого начинает рушиться из-за публикации интимного видео.

## Список эпизодов
| № серии | Описание | Дата премьерного показа |
| ------- | --- | ----------------------- |
| 1       | Чтобы стать своим среди московской элиты, глава PR-агентства Андрей Миркин привык соблазнять, обманывать и использовать женщин. Разрушая чужие жизни, он всегда получал то, чего хотел, но однажды кто-то решил разрушить его собственную жизнь. | 24 февраля 2022         |
| 2       | Полиция начинает расследовать исчезновение Вари, а потеря тендера заставляет Миркина срочно искать деньги. | 3 марта 2022            |
| 3       | Миркина задерживают, и помочь ему может только новая знакомая. Лена ищет способ пережить измену, а Женя, получив деньги, перестаёт отвечать на звонки.                                                                                           | 10 марта 2022           |
| 4       | Андрей обнаруживает, что его больше не существует: профили в соцсетях удалены, телефон заблокирован, и всё, что с ним происходит, начинает казаться частью хорошо продуманного плана.                                                            | 17 марта 2022           |
| 5       | Варя возвращается в Москву, и ситуация становится ещё более запутанной — не только для Миркина, но и для следователей по его делу. | 24 марта 2022           |
| 6       | Новая трагедия застаёт врасплох всех вовлечённых в происходящее вокруг Андрея. Рита решается на радикальный шаг в борьбе против Таёжного, а роман Вари складывается слишком хорошо, чтобы быть правдой.                                          | 31 марта 2022           |
| 7       | Миркин и Таёжный объединяются в попытке перевернуть ситуацию. Детали заговора против пиарщика начинают проясняться. | 7 апреля 2022           |
| 8       | Миркин узнаёт, кто стоял за всем, что с ним происходило. Он очень близок к тому, чтобы вернуться к своей обычной жизни, но неясно, сможет ли герой остаться прежним.                                                                             | 14 апреля 2022          |

## В ролях
- Милош Бикович — Андрей Миркин
- Любовь Аксёнова — Вика, партнёрша и подруга Андрея
- Оксана Акиньшина — Лена, жена Андрея
- Паулина Андреева — Ольга, адвокат
- Виктория Толстоганова — Женя, председатель кредитного комитета банка
- Алексей Агранович — Юрий Петрович Таёжный, председатель совета директоров крупной корпорации
- Алексей Кравченко — Борис Борисович, отец Лены
- Анна Слю — Рита, жена Таёжного
- Изабель Эйдлен — Варя, сестра Риты
- Максим Стоянов — Губин
- Влад Соколовский — Денис, брат Лены

## Создание и оценки
Кинокомпания «Медиаслово» начала съёмки по заказу «НМГ Студии» в сентябре 2021 года в Москве. Сценарий написали Дмитрий Абезяев и Маруся Трубникова, режиссёром проекта стала Мария Агранович, генеральными продюсерами Данила Шарапов, Пётр Ануров и Вячеслав Муругов, креативным продюсером — Сергей Минаев. Премьерный показ начался 24 февраля 2022 года на сайтах онлайн-сервисов more.tv (входит в НМГ) и Wink. 2 мая того же года сериал вышел на телеканале «СТС».
Рецензентка «Фильм.ру» Гульназ Давлетшина констатировала, что в «The Тёлках» вместе с Милошем Биковичем снялась «плеяда ведущих актрис российского кино». При этом она увидела серьёзные проблемы с сюжетом: основным героем сериала стал неприятный мужчина, тогда как его жертвы, потенциально намного более интересные, остаются за кадром. Режиссёр «едва бросает взор на шрамы героинь, предпочитая вместо этого изображать слезы покинутого всеми Печорина XXI века».
Сергей Ефимов («Комсомольская правда») отметил, что авторы сериала справились с главным недостатком литературного первоисточника — публицистичностью. Однако, по его словам, печоринский характер исчез, проблематика «стала архаичной и безжизненной», действие шоу «происходит в искусственных интерьерах — везде и нигде, так было модно снимать лет пять назад, а теперь смотрится скучновато».
Мнения зрителей разошлись. В разных отзывах говорилось о слишком серьёзных и вредных для сериала отличиях от литературного первоисточника, о том, что сюжет устарел за прошедшие после выхода книги годы. Звучали похвалы в связи с детективной составляющей сюжета и представительным актёрским составом.